# Coupe Kisseleff
La Coupe Kisseleff est un trophée attribué au vainqueur d'un match annuel de rugby à XV entre la Russie et la Roumanie depuis 2021.

## Origines
Le trophée est créé en 2021, à l'initiative de la fédération russe. Il s'inspire d'autres trophées similaires existant en rugby à XV, comme la Calcutta Cup, la Bledisloe Cup ou le Trophée Giuseppe-Garibaldi. 
Le trophée porte le nom de Paul Kisseleff, général russe, gouverneur des Principauté de Moldavie et Principauté de Valachie au XIXe siècle. Au sein de ces deux principautés, il a mené des réformes administratives et a fait publier le Regulamentul Organic, puis a soutenu la réunification des deux principautés en un seul état. A Bucarest, une rue porte son nom, la chaussée Kiseleff. Cette artère importante de Bucarest passe à proximité du Stade Arcul de Triumf où joue l'équipe de Roumanie.
Le trophée est disputé lors de chaque rencontre entre la Russie et la Roumanie, à l'exception des matchs de coupe du monde et des matchs de tournoi qualificatif à la coupe du monde. Chaque année, le vainqueur repart avec le trophée.

## Historique
La première Coupe Kisseleff revient à la Russie, vainqueur 18-13 de la Roumanie au Stade olympique Ficht de Sotchi lors du championnat d'Europe 2021.

## Résultats
| No | Date           | Lieu                                     | Match             | Score   | Compétition |
| -- | -------------- | ---------------------------------------- | ----------------- | ------- | ----------- |
| 1  | 6 mars 2021    | Stade olympique Ficht, Sotchi Russie     | Russie – Roumanie | 18 – 13 | REC         |
| 2  | 5 février 2022 | Stade Arcul de Triumf, Bucarest Roumanie | Roumanie – Russie | 34 – 25 | REC         |